# Campionati europei di pugilato dilettanti femminili 2009
I Campionati europei di pugilato dilettanti femminili 2009 si sono tenuti a Mykolaïv, Ucraina, dal 15 al 20 settembre 2009. È stata la 7ª edizione della competizione organizzata dall'organismo di governo europeo del pugilato dilettantistico, EUBC.

## Podi
| Specialità                 | Oro                 | Argento               | Bronzo                                 |
| Pesi paglia (kg 46)        | Svetlana Gnevanova  | Natalie Lungo-Vesenne | Oksana Shtakun Steluta Duta            |
| Pesi mosca leggeri (kg 48) | Jenny Hardingz      | Elena Savel'eva       | Monika Csik Lidia Ion                  |
| Pesi mosca (kg 51)         | Tatјana Kob         | Shirpa Nilsson        | Virginie Nave Sumeyra Kaya-Yazici      |
| Pesi gallo (kg 54)         | Karolina Michalczuk | Ivanna Krupenia       | Viktoriya Usachenko Helena Falk        |
| Pesi piuma (kg 57)         | Sofiјa Ochigava     | Јuliјa Ciplakova      | Marzia Davide Nagehan Gul              |
| Pesi leggeri (kg 60)       | Katie Taylor        | Meryem Aslan Zeybek   | Denitsa Eliseyeva Oleksandra Sidorenko |
| Pesi superleggeri (kg 64)  | Gulsum Tatar        | Farida el-Hadrati     | Yana Zavyalova Vera Slugina            |
| Pesi welter (kg 69)        | Lotte Lien          | Katarzyna Furmaniak   | Tatјana Ivashenko Gihade Lagmiri       |
| Pesi medi (kg 75)          | Irina Sineckaja     | Liliya Durnyeva       | Ulrike Brückner Anita Ducza            |
| Pesi mediomassimi (kg 81)  | Luminita Turcin     | Selma Yagci           | Maria Kovacs Desislava Lazarova        |
| Pesi massimi (kg 81 +)     | Nadezhda Torlopova  | Semsi Yarali          | Raluca Chis Ina Savchenko              |

## Medagliere
Nazione ospitante 
| Posiz. | Nazione  | Oro | Argento | Bronzo | Totale |
| ------ | -------- | --- | ------- | ------ | ------ |
| 1      | Russia   | 4   | 1       | 2      | 7      |
| 2      | Ucraina  | 1   | 3       | 5      | 9      |
| 3      | Turchia  | 1   | 3       | 2      | 6      |
| 4      | Svezia   | 1   | 2       | 1      | 4      |
| 5      | Polonia  | 1   | 1       | 0      | 2      |
| 6      | Romania  | 1   | 0       | 3      | 4      |
| 7      | Irlanda  | 1   | 0       | 0      | 1      |
| 7      | Norvegia | 1   | 0       | 0      | 1      |
| 9      | Francia  | 0   | 1       | 2      | 3      |
| 10     | Ungheria | 0   | 0       | 3      | 3      |
| 11     | Bulgaria | 0   | 0       | 2      | 2      |
| 12     | Germania | 0   | 0       | 1      | 1      |
| 12     | Italia   | 0   | 0       | 1      | 1      |
|        | Totale   | 11  | 11      | 22     | 44     |